# Centuriones
Los Centuriones es una serie animada de ciencia ficción de la televisión estadounidense, producida por Ruby-Spears y animada en Japón por Sunrise. Las leyendas del cómic Jack Kirby y Gil Kane contribuyeron al diseño y concepto del programa.
La serie empezó en 1985 como una miniserie de cinco partes y fue continuada en 1986/87 con una serie de 60 episodios. También se creó una línea de figuras de acción hechas por Kenner y un cómic producido por DC Comics.

## Contexto
En un lugar de la Tierra y en un futuro cercano, un genio maligno, el cyborg Doctor Terror, trata de conquistar la Tierra; él es asistido por Hacker, su compañero cyborg y un ejército de "Doom Drones".  Había dos tipos de drones: Golpeadores, que eran los más vistos, eran robots andantes con cañones láser en vez de brazos. El otro tipo eran los Straferque es un robot volador de doble ala en delta, armado con misiles y láseres. El Doctor Terror y Hacker son capaces de volar, cambiando su mitad puramente robótica por un Straffer sencillo con un solo par de alas. En muchas ocasiones ellos son acompañados, empezando con el primer episodio, por la hija del Doctor Terror, la hermosa morena Ambar.
En cada intento sus malignos planes son frustrados por los heroicos Centuriones. Los Centuriones son un equipo de hombres vestidos en exo-trajes que les permiten (al grito de "Poder Supremo") fusionarse con increíbles sistemas de armas de ataque, convirtiéndose en lo que el programa llama el Poder Supremo del hombre y la máquina! El resultado final es una plataforma de armas intermedia entre una armadura de poder y un mecha. Originalmente había tres Centuriones:
- Max Ray - Especialista en las Operaciones Marinas.
- Jake Rockwell - Especialista en las Operaciones Terrestres.
- Ace McCloud - Especialista en las Operaciones Aéreas.

Los Centuriones tienen su base en una estación espacial orbital, llamada Sky Vault donde la hermosa, pelirroja (y muy inteligente) Dra. Crystal Kane, usa un rayo transportador para enviar a los Centuriones y a los sistemas de armamento solicitados, a donde ellos sean necesitados. Crystal está siempre acompañada de Shadow un perro, cuyo dueño es Jake Rockwell, o de Lucy una orangután, o en la mayoría de los casos de ambos. Shadow usualmente está más involucrado con las batallas de los Centuriones que Lucy, y carga un arnés con un lanzamisiles doble. Crystal sugiere tácticas y envía equipo según se solicite.
Posteriormente, en nuevas emisiones, dos Centuriones más fueron añadidos para romper el esquema tradicional y tal vez proponer alguna diversidad racial. Ellos eran:
- Rex Charger - Experto en Energía.
- Joe Thunder - Apache Experto en Infiltración.

## Temas
Además del lado aventurezco del programa, la serie abordaba varios temas de ciencia ficción. En particular, la fusión o relación entre los humanos y la tecnología fue argumento obligado durante la duración del programa. Un número de episodios también se desarrollaron alrededor de temas ecológicos, principalmente involucrando los intentos del Doctor Terror de extraer dinero de los gobiernos de la tierra amenazándolos con destruir algún aspecto del medio ambiente. Muchos de los argumentos también son parodias del género, incluyendo Zone-Dancer's basada en el cine negro y en Blade Runner y An Alien Affair's basada en Alien. Incluso la mágia es explorada en That Old Black Magic, cuando Ace MacCloud termina involucrado con una mujer llamada Cassandra Cross quien es una practicante de magia blanca. Su malvada hermana gemela, Lilith une fuerzas con el Doctor Terror en el episodio "Return of Cassandra". Ambos personajes contaron con la voz de B.J. Ward.
Ace, también tiene otros romances, algunos de ellos reaparecerían más tarde, tales como la reportera de televisión Jenny Rivers y la técnica del Laboratorio Marino (Sealab) Mei Lee. Sin embargo la conquista romántica más elusiva de Ace es su compañera la Dra. Crystal Kane, quien después en la serie, revelaría que ella había perdido a su prometido en acción ("You Only Love Twice"). Kane usualmente resistía los avances de Ace ya sea de manera firme o jocosamente, pero algunas veces demostraba que ella también tenía sentimientos de afecto y amor hacia él. Esta creciente tensión sexual, inusual en un show de esta naturaleza, concluyó cuando los dos finalmente se besaron, al final de la historia de doble capítulo "The Better Half".
Algunas veces el Doctor Terror es asistido por su hija Ambar, quien está basada en el personaje Talia al Ghul, de los cómics de Batman. Igual que Talia, ella algunas veces muestra afecto por el centurión Jake Rockwell, enemigo jurado de su padre, e incluso le traiciona cuando sus planes han ido muy lejos ("Let The Lightning Fall").
La serie también dejaba el final de algún episodio a la interpretación del espectador. En la historia de doble capítulo "The Better Half", las mitades robóticas del Doctor Terror y Hacker, Syntax y Lesión, se unen después de un extraño accidente y se convierten en "Uniborg", quien se vuelve contra los dos, obligando al Doctor Terror y a Hacker a aliarse con los Centuriones. Después de irrumpir en Dominion (su base secreta) y derrotar sus adversarios robóticos, el Doctor Terror duda sobre destruir a los seres que conforman "Uniborg", cuando ellos alegan que el no puede matarlos porque ellos son sus creaciones y una extensión de él mismo y de Hacker. El Doctor grita de angustia mientras dispara su cañón disruptor y el episodio termina con una escena en Sky Vault, sin revelar si Terror falló intencionalmente o finalmente destruyó a "Uniborg".

## La serie

### Fanfarria de Apertura (Con Closed Caption)
[Truenos]

En un lugar de la Tierra, el Doctor Terror y su compañero Hacker,
unieron sus fuerzas para conquistar al mundo.

[Sirena]

"Sólo una fuerza es capaz de detenerlos, la fuerza de tres hombres,
quienes con la ayuda de un rayo especial 

[Disparo de Energía]

pueden ser enviados a cualquier lugar.

[Teclado]

Y con un  sistema increíble  de armas de ataque manejado desde la
estación espacial Sky Vault

[Disparo de Energía]

se convierten en el
Poder Supremo del Hombre y la Maquina

[Ensamble].

Max Ray, especialista en las operaciones marinas

[Torpedos]

[Explosión]

Jake Rockwell, especialista en las operaciones terrestres

[Ametralladora]

[Explosión]

y Ace McCloud, especialista en las operaciones aéreas

[Misiles]

[Explosión],

Han unido sus fuerzas contra el crimen y son LOS CENTURIONES

[Ensamble].

## Armamento
Cada uno de los Centuriones está especializado para un ambiente específico, originalmente tierra, mar o cielo/espacio. Todos tienen múltiples sistemas de armas de ataque que pueden ser 'ensamblados' en sus exo-trajes. Como evidencia en la serie de cinco episodios "Man or Machine", los exo-trajes también sirven como exoesqueletos amplificadores de fuerza. Esto explica cómo los Centuriones pueden cargar el peso completo de sus sistemas de armas sin molestia aparente. En el primer episodio de esta miniserie Max fue mostrado con la capacidad de levantar una nave aérea de ala rotatoria de considerable tamaño y peso, mientras usaba el sistema de armas conocido como "Tidal Blast" traducido como "Rompeolas".
También es mencionado en la serie que los exo-trajes (también conocidos como "protectores") actúan como trajes espaciales, permitiéndole a los Centuriones sobrevivir a grandes profundidades marítimas o en el vacío del espacio, asumiendo que usen cascos de soporte vital (episodio "Operation Starfall"); y además los protegen de efectos nocivos (posiblemente letales) del sistema de envío que utilizan para transportarse (episodio "Let the Lightning Fall")
La computadora del Skyvault tiene que ensamblar los sistemas de armas de ataque para ser acoplados a los exo-trajes. Estas piezas no pueden ser unidas manualmente a los puntos de ensamble de los exo-trajes. Sin embargo, los Centuriones pueden expulsar sus sistemas de armas de sus trajes en cualquier momento.
Los Centuriones también están en capacidad de solicitar a Crystal o a la computadora de la Skyvault que recoja sus armas y las cambie por otra plataforma. La "muda de ropa" más común se presenta cuando Ace McCloud pide la recogida de su "Sky Knight" y opta por el más poderoso sistema "Skybolt" para ser colocado en su lugar.

### Armaduras de ataque

#### Ace Mc Cloud
- Sky Knight:(Rafaga Eter) Jetpack con diversa cantidad de misiles.

- Orbital Interceptor:(Interceptor Orbital) Traje con presión especial para misiones en el espacio. También puede ser usado bajo el agua

- Sky Bolt:(Armadura) Convierte a Ace en un Cazabombardero. Supera la barrera del sonido

#### Max Ray
- Cruiser:(Torrente) Traje de exploración a baja profundidad. Posee un cañón láser en uno de los brazos

- Tidal Blast:(Rompeolas) Un veloz traje con aletas y bastantes minitorpedos

- Dept Charger:(Carga Profunda) Un minisubmarino con potentes torpedos y minas. Apto para grandes profundidades

- Sea Bat:(Murciélago Marino-Conocido en Hispanoamérica como Mantaraya-) Con grandes propulsores, misiles barracuda y cargas de profundidad

#### Jake Rockwell
- Fireforce:(Lanza Rayos) Armas antidisturbios como una metralla en el pecho y una gran bazuca

- Detonator:(Detonador) Una armadura tipo tanque, de alta resistencia con grandes misiles y un rayo congelante

- Wild Weasel:(Motociclón) Armadura que convierte a Jake en una motocicleta viviente

- Hornet:(Avispón) Mini helicóptero con misiles y minas. No alcanza gran altura pero es un buen apoyo para Ace

- Swingshot:(Tanque) Formado por una estructura con ruedas de oruga, que posee lanzamisiles, radar y un cañón pectoral

- Awesome Auger:(Barrena Trituradora) Compuesta por una barrena en combinación con cañones láser acústicos para perforar montados en 4 ruedas, radar y luces

A pesar de que cada armadura de ataque esta predefinida para un determinado centurión, estos pueden usar la armadura que deseen (En un episodio, Ace, piloteando el Orbital Interceptor, le cede a Max y le enseña a usar el Sky Knight)

### Casting
Voces originales:
- Ace McCloud: Neil Ross
- Amber: Jennifer Darling
- Crystal Kane: Diane Pershing
- Doctor Terror: Ron Feinberg
- Hacker: Edmund Gilbert
- Jake Rockwell: Vince Edwards
- John Thunder: Michael Bell
- Max Ray: Pat Fraley
- Narrador: Bill Woodson
- Rex Charger: Bob Ridgely
- Cassandra Cross/Lilith Cross: B.J. Ward

### Guía de episodios
Los títulos están en español latino con su nombre original en inglés entre paréntesis.
Mini-serie de cinco capítulos (abril de 1986)
1. Hay fuego en el cielo (The Sky Is on Fire)
2. Lucha bajo el mar (Battle Beneath the Sea)
3. Un nuevo enemigo (An Alien Affair)
4. Un mundo perdido (Found, One Lost World)
5. Lucha en el desierto (Sand Doom)

Primera temporada (otoño 1986 - otoño 1987)
1. El cantar de las ballenas (Whalesong)
2. El control meteoro (Tornado Of Terror)
3. La caída de Denver (Denver Is Down)
4. Amenaza espacial (Micro Menace)
5. El ataque de las plantas robot (Attack of the Plant-Borg)
6. Batalla bajo el hielo (Battle Beneath the Ice)
7. Operación satélite (Operation Starfall)
8. El juego debe comenzar (Let The Games Begin)
9. El oropéndola (Firebird)
10. Persecución en la nieve (Cold Calculations)
11. El regreso del Capitán Acero (Return of Captain Steele)
12. El tercer strike (Three Strikes And You're Dead)
13. Doble identidad (Double Agent)
14. Juego de niños (Child's Play)
15. Terror en el hielo (Terror on Ice)
16. La magia negra (That Old Black Magic)
17. Max Ray, traidor (Max Ray... Traitor)
18. Destruyan el mundo (Crack the World)
19. Los increíbles centuriones miniaturizados (The Incredible Shrinking Centurions)
20. Mala información (Live at Five)
21. La maldición de la momia (The Mummy's Curse)
22. Viaje al futuro (Counterclock Crisis)
23. El amo de los zombis (Zombie Master)
24. Problemas de control (Malfunction)
25. Problemas de transmisión (Broken Beams)
26. El ataque del camaleón (The Chameleon's Sting)
27. El ejército del doctor Terror (Film at Eleven)
28. Hacker debe ser destruido (Hacker Must Be Destroyed)
29. La estrella de la alegría (Showdown at Skystalk)
30. El guerrero (The Warrior)
31. El regreso de Cassandra (Return of Cassandra)
32. La montaña del terror (Night on Terror Mountain)
33. El mago Merlín (Merlin)
34. Los humanoides del doctor Romulus (The Monsters From Below)
35. Los demonios del camino (The Road Devils)
36. El engaño (Zone Dancer)
37. Operación petardo (Firecracker)
38. Traidor en el Skydome (Traitors Three)
39. Solo se ama una vez (You Only Love Twice)
40. Trayectoria suicida (Sungrazer)
41. Errores de principiantes (Novice)
42. La destrucción de la presa (Breakout)
43. Aventura en la Atlántida (Parte I) (Atlantis Adventure (Part I))
44. Aventura en la Atlántida (Parte II) (Atlantis Adventure (Part II))
45. El guerrero a mano (Ghost Warrior)
46. Una tormenta eléctrica (Let the Lightning Fall)
47. Un centurión robot (Cyborg Centurion)
48. El ataque de los animales (Day of the Animals)
49. La destrucción de dominio (Parte I) (To Dare Dominion (Part I))
50. La destrucción de dominio (Parte II) (To Dare Dominion (Part II))
51. Una puerta en el océano (Parte I) (Hole in the Ocean (Part I))
52. Una puerta en el océano (Parte II) (Hole in the Ocean (Part II))
53. Una mitad poderosa (Parte I) (The Better Half (Part I))
54. Una mitad poderosa (Parte II) (The Better Half (Part II))
55. La venganza (Revenge)
56. Hombre o máquina (Parte I) (Man or Machine (Part I))
57. Hombre o máquina (Parte II) (Man or Machine (Part II))
58. Hombre o máquina (Parte III) (Man or Machine (Part III))
59. Hombre o máquina (Parte IV) (Man or Machine (Part IV))
60. Hombre o máquina (Parte V) (Man or Machine (Part V))

Aunque este es el orden numérico de los episodios, la cronología interna de los Centuriones no sigue el mismo orden. Por ejemplo, Rex Charger y John Thunder son presentados por primera vez en los episodios "Men or Machine", aunque ellos ya habían aparecido como Centuriones en episodios anteriorres.